# Polaris SnoCross
Polaris SnoCross est un jeu vidéo de course de motoneige sorti en 2000 sur Nintendo 64, PlayStation, Game Boy Color et en 2001 sur Windows. Le jeu a été développé par Vicarious Visions et édité par Vatical Entertainment.